# معدات التمرين
معدات التمرين هي أي جهاز يستخدم أثناء النشاط البدني لتعزيز القوة أو التأثيرات اللياقية لهذا التمرين من خلال توفير كميات ثابتة أو قابلة للتعديل من المقاومة، أو لتعزيز تجربة أو نتيجة روتين التمرين. كما تشمل أيضًا عناصر قابلة للارتداء مثل أحذية رياضية مناسبة وقفازات وحقائب ترطيب .

## معدات تدريب للقوة
تتوفر مجموعة واسعة من الأنواع المختلفة من معدات التمرين، بما في ذلك:
- التدريب بالأوزان الحرة:
  - الدمبلز ، مسبقة التحميل أو تقليدية
  - الحديد المحمل مسبقًا أو التقليدي
  - كيتلبلز
  - ألواح الوزن: ألواح الصدمات ، ألواح الفولاذ، ألواح دقيقة
  - أطواق
- آلات الوزن
- الكابلات
- قضبان قبضة التجديف

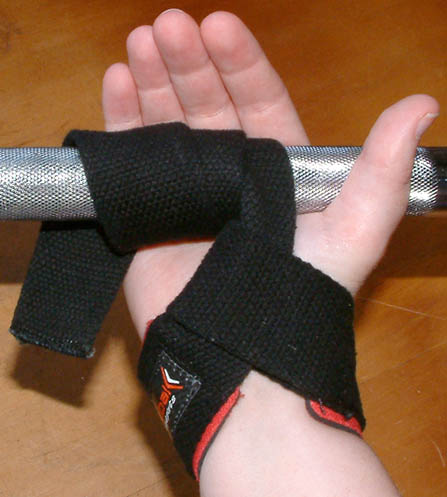

- أجهزة تدريب الرقبة (أجهزة تقوية الرقبة، مقويات الرقبة، أجهزة تدريب الرقبة) - أجهزة أو أدوات مصممة لتقوية عضلات الرقبة وتحسين حركتها ومرونتها ووضعيتها من خلال تمارين تمدد الرقبة وتقويتها المختلفة. يتم استخدامها بشكل شائع في التدريب الرياضي، أو العلاج الطبيعي، أو إعادة التأهيل لتعزيز استقرار الرقبة، وزيادة قدرة العضلات على التحمل، ومنع إصابات الرقبة أو التعافي منها.
- حزام الرأس/الرقبة
- تدريب المقاومة المتغيرة:[1]
  - الأشرطة المطاطية [2] (أشرطة المقاومة ): أشرطة ضخمة، دوائر الورك، أشرطة خيط تنظيف الأسنان، أشرطة صغيرة
  - تدريب على الإقامة المتسلسلة:[1] سلاسل
- ملحقات الرفع:
  - الأشرطة واللفائف والأكمام:
    - رفع أحزمة المعصم
    - أربطة المعصم
    - أكمام الكوع
    - لفافات الركبة
    - أكمام الركبة

  - القبضة: طباشير الصالة الرياضية والقفازات (استخدام القفازات أثناء تدريبات الأثقال أمر مثير للجدل. يعتقد البعض أن القفازات تعمل على تحسين القبضة، بينما يعتقد البعض الآخر أن المادة الإضافية بين الجلد والشريط تزيد من سوء القبضة. في كلتا الحالتين، يجب تدريب قوة القبضة لتحسين الأداء) .[3][4]
  - مقلاع
  - أحذية (مصممة خصيصًا لرفع الأثقال الأولمبية ، القرفصاء ، رفع الأثقال الميتة ، الضغط العلوي ، وما إلى ذلك)
  - أحزمة (10مم، 13مم؛ صغير، متوسط، كبير؛ أحزمة الشوكات، أحزمة الرافعة)
- أجهزة تدريب دولاب الموازنة

### معدات الرجل الرياضي:
- نير
- زلاجات التدريب
- السجلات
- المحاور
- مقابض ممرات المزارع
- الأحجار: حجر أطلس، حجر من الفولاذ (كرة مجوفة محملة بالحديد في الداخل)
- براميل
- قوة القبضة العامة: مقابض زنبركية ملتوية ، بكرات معصم ، مقابض مطاطية، كتل الضغط، كرات السحب
- دبابيس الطاقة (جرس الغلاية المحمل بالحديد في الداخل)، دبابيس التحميل (المعروفة أيضًا باسم دبوس الرفع، حامل الحديد للتدريب باستخدام عمليات السحب الموزونة، وما إلى ذلك)
- المطارق، المضارب، الهراوات، الهراوات
- أكياس الرمل
- حقيبة بلغارية [5]

### معداتتدريب وزنالجسموالجمباز
- شريط الديب ، شريط على شكل حرف U مصمم ليتم إمساكه باليدين أثناء أداء تمرين الديب
- كرات التمرين، غالبًا ما تكون ناعمة ومرنة ومليئة بالهواء، تُستخدم في العلاج الطبيعي والتدريب الرياضي والتمارين الرياضية، وأحيانًا أيضًا لتدريب الأثقال
  - كرة BOSU ، وهي عبارة عن نصف كرة مطاطية منفوخة ("نصف كرة") متصلة بمنصة صلبة، تستخدم لتدريب التوازن
  - كرة طبية، كرة مرجحة يبلغ قطرها حوالي عرض الكتف، تُستخدم غالبًا لإعادة التأهيل وتدريب القوة
- الأشرطة المتوازية (أشرطة P): أشرطة P عالية، وأشرطة P منخفضة
- المتوازيات
- صندوق القفز، وهو صندوق يستخدم في التمارين القفزية، وهي نوع من القوة الانفجارية، مثل القفز على سبيل المثال
- برج الطاقة أو محطة رفع الركبة، عادةً ما تكون مزودة بمسند للظهر ومساند للساعد ومقابض عمودية في نهايات المساند، تُستخدم في تمارين البطن حيث لا تكون هناك حاجة إلى قوة الذراع وتحدث الحركة في الوركين والجذع.
- مقابض الدفع
- متعلق بالسحب:
  - أحزمة السحب/الانخفاض
  - لوحات الأوتاد
  - قضبان السحب:
    - بار قائم بذاته
    - مثبت على الحائط
    - مثبتة على السقف
    - المدخل (استخدم الرافعة حول إطار الباب)
    - إطار الباب الممتد (يمتد ليتناسب مع إطار الباب)
- أعمدة الرقص العمودية ، وهي قضبان عمودية تستخدم للرقص والألعاب البهلوانية
- أشرطة المقاومة
- حبل:
  - القفز بالحبل
  - تسلق الحبل
  - سلم المرونة ، سلم حبلي مثبت على الأرض حيث يمكن تحريك القدمين بسرعة عبر المربعات لتحسين التنسيق والسرعة
  - حبال القتال
  - حبل التسلق
- التدريب بالتعليق:[6]
  - نظام TRX (" تمارين المقاومة الكاملة ")، وهو عبارة عن مخطط تدريب تعليق تم تطويره بواسطة ضابط البحرية الأمريكية السابق راندي هتريك
  - حلقات الجمباز
- الكرسي الروماني، يستخدم بشكل رئيسي للظهر السفلي
- زلاجات التدريب، آلة سكرم
- القفز، جهاز جمباز وتمارين، مع اختلافات تشمل حصان القفز وطاولة القفز
- قضبان الحائط
- الأوزان:
  - سترة مرجحة
  - أوزان الكاحل
  - أوزان المعصم

### اللياقة القلبية الوعائية
- جهاز التدريب البيضاوي، وهو جهاز تمرين منخفض التأثير يزعم أنه يقلل من خطر الإصابات الناجمة عن الصدمات
- آلة التجديف الداخلية أو آلة التجديف، وهي آلة تستخدم لمحاكاة التجديف بالقوارب المائية
- جهاز الخطوات، المعروف أيضًا باسم جهاز الخطوات الصغير أو جهاز خطوات السلم
- آلة السلالم، والمعروفة أيضًا باسم آلة صعود السلالم
- دراجة ثابتة ، تُعرف أيضًا باسم العلامات التجارية المتدهورة وغير المتدهورة مثل spinning و gamebike و PCGamerBike
- جهاز المشي ، يستخدم بشكل عام للمشي أو الجري، ولكن أيضًا للتسلق والتزلج الريفي على الثلج، مع البقاء في نفس المكان
  - مكتب المشي، وهو مكتب كمبيوتر حيث يمكن للمرء العمل على مهام المكتب أثناء المشي.

### أدوات تحرير العضلات والتعافي منها:
- بكرات التدليك، على سبيل المثال ، بكرة إسفنجية مع أو بدون مقابض
- الكرات: كرة لاكروس، أو كرة مدببة، أو كرة ذات غمازة، أو كرة راد رولر، أو كرة الفول السوداني.

### معدات اخرى:
- لوح التوازن
- مطورو أوتار الركبة الألوية (GHD) لتطوير عضلات الألوية وأوتار الركبة [7]
- لوح مائل
- أقنعة التدريب